# 김재훈 (축구 선수)
김재훈(한국 한자: 金載薰, 1988년 2월 21일 ~ )은 대한민국의 축구 선수이며 포지션은 수비수이다.

## 축구인 경력

### 선수 경력
포항 스틸러스 유소년 팀인 포항제철중학교, 포항제철공업고등학교 축구부를 거친 후 건국대학교 축구부를 나왔다.
2011 K리그를 앞두고 열린 드래프트에서 전남 드래곤즈에 지명되었다. 하지만 주전 경쟁에 밀려 리그 데뷔전을 치르지 못한 채 이듬해 대전 시티즌으로 이적하였다.
2013년 내셔널리그 강릉시청으로 이적하여 주전으로 활약하여 좋은 모습을 보인 후 2014년 충주 험멜로 이적하며 프로 무대로 복귀하였다.